# Hades (single)
Pour les articles homonymes, voir Hadès (homonymie).
Singles de VIXX
Hana-Kaze
(2016)
Hades est le sixième album single, et la seconde partie de la trilogie VIXX 2016 CONCEPTION, du boys band sud-coréen VIXX. L'album est sorti le 12 août 2016 sous Jellyfish Entertainment. Le titre "Fantasy" a été choisi pour les promotions de l'album.

## Liste des pistes
※ Le titre en gras est la piste promotionnelle de l'album. Les crédits ont été adaptés selon la page officielle du groupe.
| No | Titre                                    | Auteur                                           | Producteur(s)              | Durée |
| -- | ---------------------------------------- | ------------------------------------------------ | -------------------------- | ----- |
| 1. | Fantasy                                  | Kim Mi-jin (Music Cube), Ravi                    | Devine Channel             | 3:29  |
| 2. | Love Me Do                               | Kim Changrock, Andrew Baag, Han Kyoung-soo, Ravi | Kim Changrock, Andrew Baag | 3:51  |
| 3. | Butterfly Effect (나비 효과; Nabihyogwa) | Hwang Ji-won (Jam Factory), Ravi                 | Erik Lidbom, Andreas Oberg | 3:21  |
| 4. | Fantasy (Inst.)                          | Devine Channel                                   | 3:29                       |       |

## Classement
| Classement                                  | Meilleure position | Ventes                 |
| ------------------------------------------- | ------------------ | ---------------------- |
| South Korea (Gaon album chart)              | 1                  | - COR : plus de 97 222 |
| South Korea (Gaon Digital Chart (Fantasy)   | 22                 | - COR : plus de 97 222 |
| Taiwan (FIVE-MUSIC Korea-Japan Album Chart) | 2                  | - COR : plus de 97 222 |
| Billboard World Digital Songs (Fantasy)     | 5                  | - COR : plus de 97 222 |

## Historique de sortie
| Pays         | Date         | Format                       | Label                          |
| ------------ | ------------ | ---------------------------- | ------------------------------ |
| Corée du Sud | 12 août 2016 | CD, téléchargement numérique | Jellyfish Entertainment CJ E&M |
| Monde entier | 12 août 2016 | Téléchargement numérique     | Jellyfish Entertainment        |